# Port lotniczy Trondheim-Værnes
Port lotniczy Trondheim-Værnes (norw.: Trondheim lufthavn, Værnes) (kod IATA: TRD, kod ICAO: ENVA) – międzynarodowe lotnisko położony w Stjørdal, 35 km na wschód od Trondheim; jeden z największych portów lotniczych Norwegii. W 2005 obsłużył 2,8 mln pasażerów.
Port lotniczy posiada dwie asfaltowe drogi startowe: RWY 09/27 o długości 2759 m i nieczynną RWY 13/31 (1454 m).

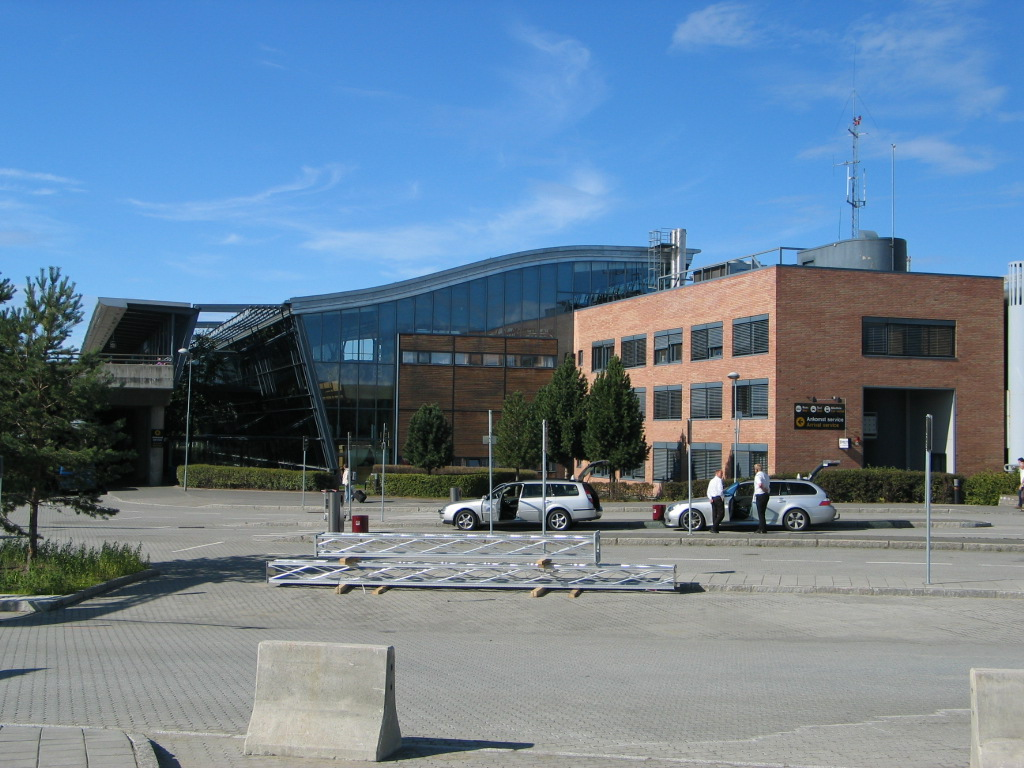
Terminal "A"

Lotnisko obsługiwane jest przez firmę Avinor, dzieląc lotnisko z częścią wojskową zarządzaną przez Norweskie Siły Powietrzne. Pierwszy lot odbył się 26 marca 1914.
Nowoczesny terminal "A" został otwarty w 1994. Dotychczasowy stary terminal z 1982 został przemianowany na terminal "B" i po gruntownym remoncie służy obecnie głównie lotom międzynarodowym.
Z lotniska w Trondheim obsługiwane jest połączenie do Gdańska przez węgierską tanią linię lotniczą Wizz Air.

## Linie lotnicze i połączenia
| Linia lotnicza                  | Kierunek |
| ------------------------------- | --- |
| Aegean Airlines                 | Sezonowe czartery: 1. Chania 2. Rodos |
| Braathens International Airways | Sezonowe czartery: 1. Gran Canaria 2. Larnaka 3. Palma de Mallorca (od 4 maja 2024) 4. Preweza (od 20 maja 2024) |
| Finnair                         | 1. Helsinki |
| Freebird Airlines               | Sezonowe czartery: 1. Antalya |
| KLM                             | 1. Amsterdam |
| Norwegian Air Shuttle           | 1. Alicante 2. Bergen 3. Kopenhaga 4. Kraków 5. Oslo-Gardermoen 6. Londyn-Gatwick Sezonowo: 1. Berlin 2. Gran Canaria 3. Malaga 4. Nicea 5. Ryga 6. Split Sezonowe czartery: 1. Burgas 2. Chania 3. Gran Canaria 4. Larnaka 5. Palma de Mallorca 6. Rodos |
| Scandinavian Airlines System    | 1. Bergen 2. Bodø 3. Kopenhaga 4. Oslo-Gardermoen 5. Stavanger 6. Sztokholm-Arlanda 7. Tromsø Sezonowo: 1. Alicante 2. Split Sezonowe czartery: 1. Burgas 2. Chania 3. Gran Canaria 4. Larnaka (od 5 maja 2024) 5. Rodos 6. Santorini                     |
| Sunclass Airlines               | Sezonowe czartery: 1. Antalya 2. Chania 3. Gran Canaria 4. Palma de Mallorca 5. Rodos 6. Teneryfa-Południe 7. Warna |
| Widerøe                         | 1. Ålesund 2. Bergen 3. Bodø 4. Brønnøysund 5. Harstad/Narwik 6. Mo i Rana 7. Mosjøen 8. Namsos 9. Oslo-Gardermoen 10. Rørvik 11. Oslo-Torp 12. Sandnessjøen 13. Stavanger (od 31 marca 2024) 14. Tromsø                                                  |
| Wizz Air                        | 1. Gdańsk |